# Танциреевка
Танциреевка — исчезнувший посёлок в Суетском районе Алтайского края России. Располагался на территории современного Нижнесуетского сельсовета. Точная дата упразднения не установлена.

## География
Располагался в 6 км к юго-западу от поселка имени Владимира Ильича.

## История
Основан в 1910 году. В 1928 г. посёлок Танциреевка состоял из 75 хозяйств. Центр Танциреевского сельсовета Знаменского района Славгородского округа Сибирского края.

## Население
В 1926 году в посёлке проживало 420 человек (200 мужчин и 220 женщин), основное население — русские